# Rahtla Kivijärv
Rahtla Kivijärv (est. Kivijärv (Rahtla Kivijärv)) – jezioro w gminie Mustjala w prowincji Saare w Estonii. Położone jest na północ od miejscowości Rahtla. Wchodzi w skład rezerwatu Koorunõmme looduskaitseala. Ma powierzchnię 6 hektarów, linię brzegową o długości 1488 m.
Brzegi jeziora stanowią tereny bagienne, jezioro jest w dużym stopniu zarośnięte. Sąsiadują z nim trzy niewielki jeziora Ruusmetsa järv, Liisagu järv i Linajärv. Na zachód od niego znajduje się jezioro Kooru järv.